# 安桂武
安桂武（1967年2月—），辽宁凌海人，中华人民共和国政治人物。

## 生平
1985年5月加入中国共产党。哈尔滨工业大学管理学院工业管理工程专业研究生毕业，长江商学院工商管理专业高级工商管理硕士研究生学历。1993年7月从哈尔滨工业大学系统工程专业研究生毕业后，安桂武在共青团中央长期任职，历任共青团中央实业发展部干部，共青团中央办公厅副主任科员、主任科员、副处级干事，共青团中央统战部青联办公室主任，共青团中央统战部副部长等职。2005年1月，任共青团中央统战部部长。
2009年6月，任中共吉林省吉林市委副书记（正厅长级）。2010年4月，任吉林省旅游局局长、党组书记。2011年12月，任中共白城市委副书记、代市长。2012年1月，当选白城市市长。2015年11月，任吉林省发展和改革委员会主任、党组书记。2018年2月24日，当选为第十三届全国人大代表。2021年1月，任吉林省人民政府秘书长、办公厅主任。2023年转任东北证券党委书记。